# Didacticism
Didacticismul este o filosofie care pune accentul pe folosirea dogmatică a principiilor și metodelor didactice în literatură, dar și în alte arte.